# カーラ・ロット
カーラ・ロット（Cara Lott、1961年8月6日 - ）はカリフォルニア州ハンティントンビーチ出身のアメリカ合衆国のポルノ女優。

## 来歴
ロットはカトリックの中流家庭で育った。彼女のアダルト業界における経歴は18歳の時に始まった。ロットは友人に自身のランジェリー姿の写真を撮るように依頼し、ハスラーに写真を送った。程なく彼女は同誌1981年12月号の中央見開きページ（センターフォールド）を飾る事となった。その後モデルエージェンシーと契約し、男性誌のヌードモデルを務め始め、更にポルノ映画にも進出した。
1991年、ロットは健康科学の課程を修了するため大学に戻り、ポルノの仕事を休業した。その後1997年から1998年にかけてポルノ映画界にカムバックし、更に6本の映画に出演した。この時点で出演作は約300本に達していた。
2005年1月、彼女は「40歳を超えたモデル」としてアダルト業界に再度復帰し「MILF」女優として広く認知されるに到った。また熟女専門誌のGirls Over Forty誌やForty Something誌の表紙やグラビアを飾った。
座右の銘は「Carpe Diem!」（今を楽しめ!）。

## 受賞
- 2006年 - AVN殿堂顕彰[2]
- 2006年 - Legends of Erotica殿堂顕彰[3]